# Rally van San Remo
De Rally van San Remo, formeel Rallye Sanremo, is een rallyevenement gehouden in San Remo, Italië. Tussen 1973 en 2003 stond de rally op de kalender van het wereldkampioenschap rally. Hierna was het evenement een ronde van de Intercontinental Rally Challenge en Europees kampioenschap, en tegenwoordig maakt het alleen nog deel uit van het Italiaans rallykampioenschap.

## Geschiedenis
De eerste editie van de rally werd georganiseerd in 1928, onder de naam Rallye Internazionale di Sanremo, waar het Franse woord 'Rallye' werd afgeleid van de toen al bekende Rallye Automobile de Monte-Carlo. Na wederom een succesvolle editie in 1929, koos een nieuwe organisatie echter voor een straatrace in San Remo in plaats. In 1961 keerde het evenement echter weer terug in zijn originele vorm, toen het hernoemd werd als Rallye dei Fiori (Rally van de Bloemen), maar sinds 1968 definitief omgedoopt werd tot Rallye Sanremo. Nadat het al enkele jaren op de Europese kalender stond, werd het vervolgens tussen 1970 en 1972 onderdeel van het internationaal kampioenschap voor constructeurs. Dit kampioenschap werd uiteindelijk opgenomen in het wereldkampioenschap rally, waardoor het vanaf het inaugureel seizoen in 1973 de WK-status verkreeg. Deze plaats bleef het evenement houden tot aan 2003, met uitzondering van de 1995 editie, die dat jaar buiten het rijders- en constructeurskampioenschap viel en enkel een rol speelde voor het aparte Formule 2 kampioenschap. De rally werd het middelpunt van controverse tijdens de 1986 editie, toen de organisatie het gehele fabrieksteam van Peugeot uit de wedstrijd haalde, nadat de technische commissie de conclusie had getrokken dat Peugeot gebruik maakte van zijskirts aan de onderzijde van de auto die niet gehomologeerd waren, en daardoor voornaamste concurrent Lancia een simpele overwinning in handen schoven. Peugeot diende protest in bij de FIA, die na afloop van het seizoen deze maatregel van de organisatie ongeldig verklaarde, terwijl de Peugeot's legaal gewoon waren, waardoor uiteindelijk besloten werd de resultaten van de dat jaar verreden rally compleet te annuleren.
Na het 2003 seizoen werd de rally vervangen door de Rally van Sardinië als Italiaanse ronde van het WK. Deze rally wordt in tegenstelling tot San Remo verreden op onverhard. De Rally van San Remo werd vervolgens een ronde van het Italiaans rallykampioenschap, en heeft ook enkele jaren op de kalender gestaan van de Intercontinental Rally Challenge en nog één jaar het Europees kampioenschap.

## Wedstrijdkarakteristieken
De rally werd oorspronkelijk verreden op een gemixte ondergrond van asfalt en onverhard, het laatstgenoemde type ondergrond welke op klassementsproeven werden verreden die zich zuidelijker in het land bevonden, voornamelijk in het Toscane gebied. In enkele uitzonderingen stond de rally echter bekend als een pure asfaltwedstrijd, en sinds 1997 wordt de rally alleen nog op verharde ondergrond verreden. Deze proeven kenmerken zich doorgaans als smalle bochtige bergwegen, welke gezien locatie vergelijkbaar zijn met die van Monte Carlo.

## Lijst van winnaars

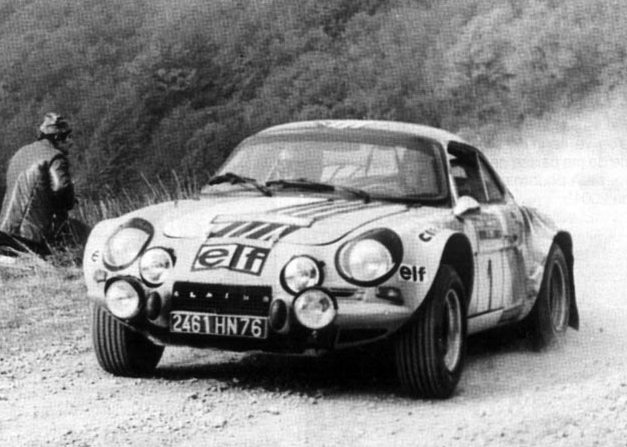
Jean-Luc Thérier actief voor Alpine-Renault tijdens de eerste WK-editie van de rally in 1973

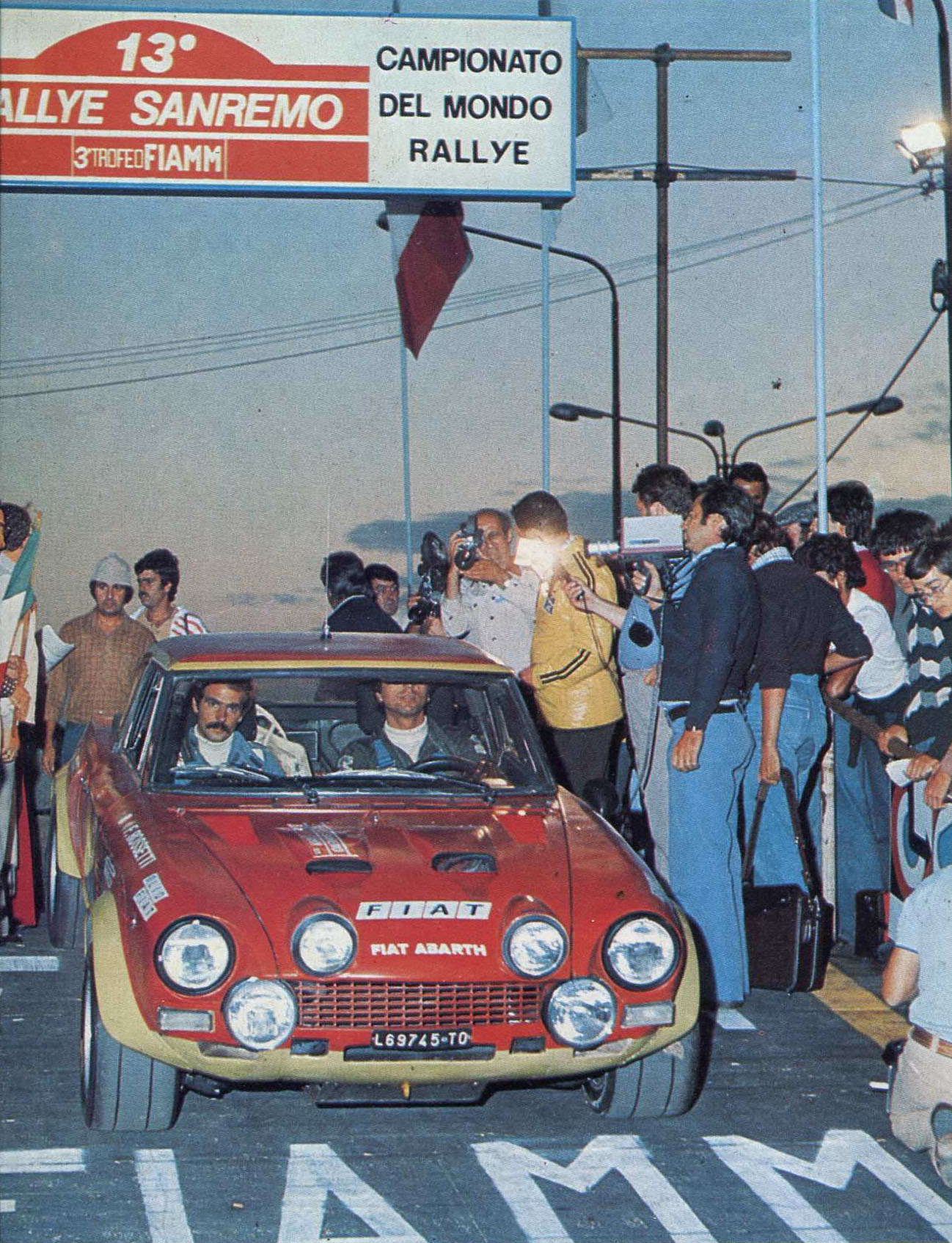
Maurizio Verini over het startpodium in San Remo in 1975

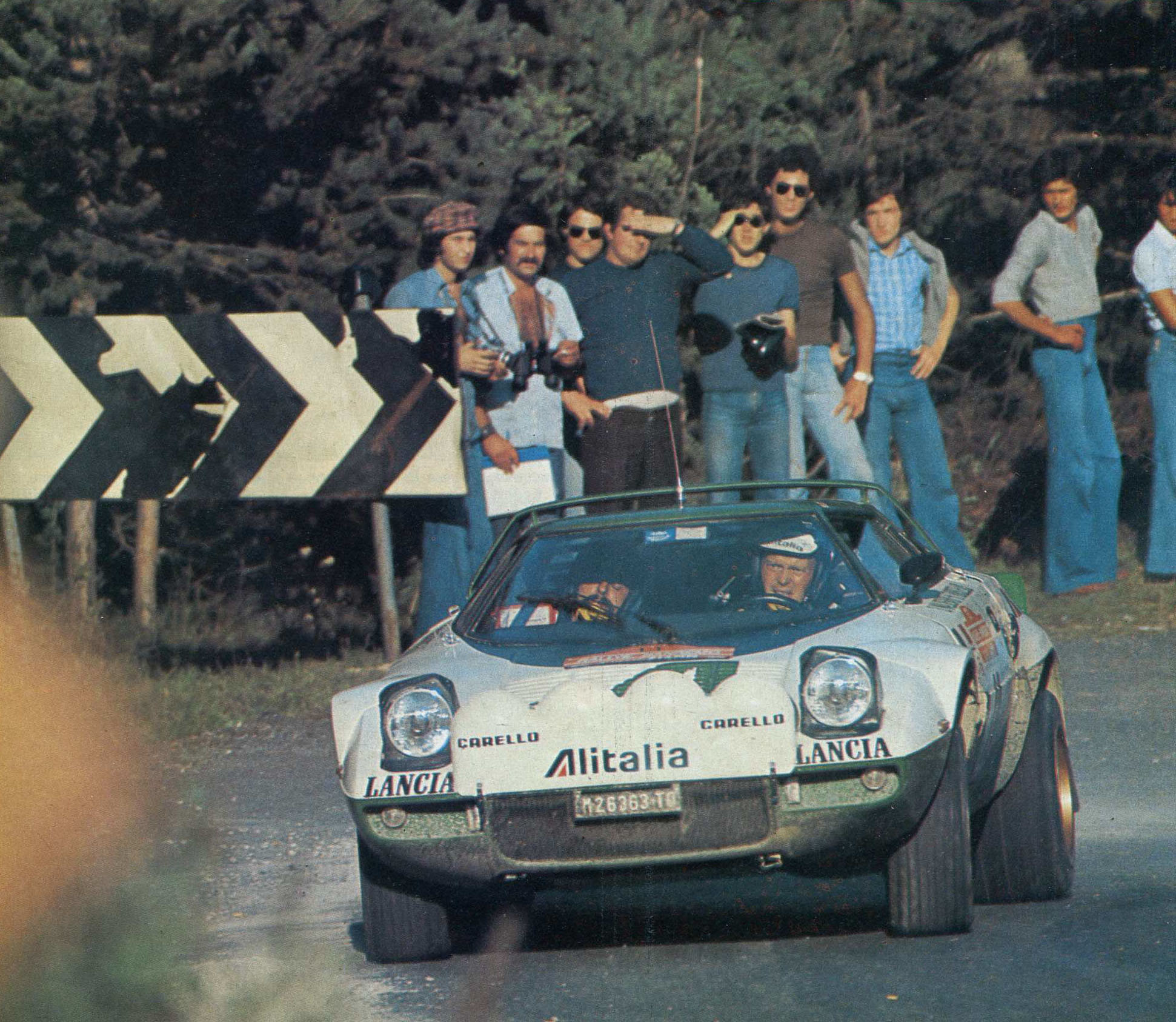
Björn Waldegård won de rally twee keer met Lancia, in 1975 en 1976

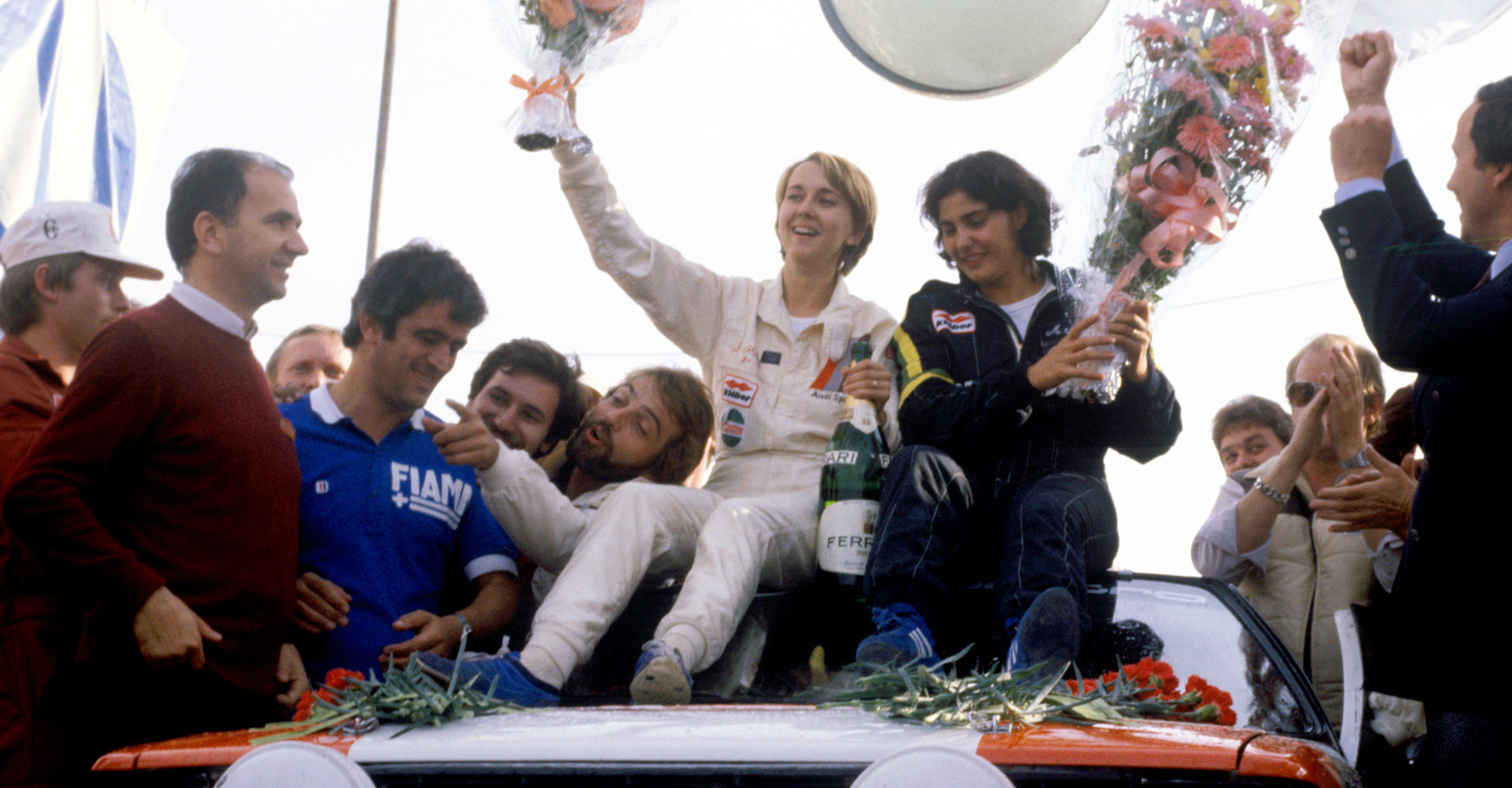
Michèle Mouton (rechts) werd in San Remo in 1981 de eerste vrouwelijke winnaar van een WK-rally

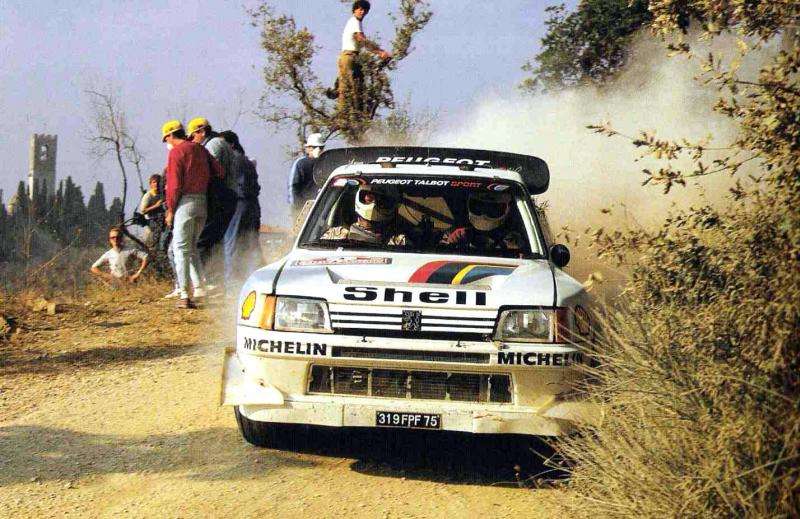
Juha Kankkunen raast over de onverharde proeven in Toscane, hier tijdens de controversiële editie van 1986

| Editie | Seizoen     | Rijder                | Navigator               | Auto                           |                      |
| ------ | ----------- | --------------------- | ----------------------- | ------------------------------ | -------------------- |
| 61     | 2019        | Craig Breen           | Paul Nagle              | Škoda Fabia R5                 |                      |
| 60     | 2018        | Paolo Andreucci       | Ana Andreussi           | Peugeot 208 T16                |                      |
| 59     | 2017        | Paolo Andreucci       | Ana Andreussi           | Peugeot 208 T16                |                      |
| 58     | 2016        | Paolo Andreucci       | Ana Andreussi           | Peugeot 208 T16                |                      |
| 57     | 2015        | Paolo Andreucci       | Ana Andreussi           | Peugeot 208 T16                |                      |
| 56     | 2014        | Umberto Scandola      | Guido D'Amore           | Škoda Fabia S2000              |                      |
| 55     | 2013        | Giandomenico Basso    | Mitia Dotta             | Peugeot 207 S2000              |                      |
| 54     | 2012        | Giandomenico Basso    | Mitia Dotta             | Ford Fiesta RRC                |                      |
| 53     | 2011        | Thierry Neuville      | Nicolas Gilsoul         | Peugeot 207 S2000              |                      |
| 52     | 2010        | Paolo Andreucci       | Anna Andreussi          | Peugeot 207 S2000              |                      |
| 51     | 2009        | Kris Meeke            | Paul Nagle              | Peugeot 207 S2000              |                      |
| 50     | 2008        | Giandomenico Basso    | Mitia Dotta             | Fiat Abarth Grande Punto S2000 |                      |
| 49     | 2007        | Luca Rossetti         | Matteo Chiarcossi       | Peugeot 207 S2000              |                      |
| 48     | 2006        | Paolo Andreucci       | Anna Andreussi          | Fiat Abarth Grande Punto S2000 |                      |
| 47     | 2005        | Alessandro Perico     | Fabrizio Carrara        | Renault Clio S1600             |                      |
| 46     | 2004        | Renato Travaglia      | Flavio Zanella          | Peugeot 206 XS S1600           |                      |
| 45     | 2003        | Sébastien Loeb        | Daniel Elena            | Citroën Xsara WRC              |                      |
| 44     | 2002        | Gilles Panizzi        | Hervé Panizzi           | Peugeot 206 WRC                |                      |
| 43     | 2001        | Gilles Panizzi        | Hervé Panizzi           | Peugeot 206 WRC                |                      |
| 42     | 2000        | Gilles Panizzi        | Hervé Panizzi           | Peugeot 206 WRC                |                      |
| 41     | 1999        | Tommi Mäkinen         | Risto Mannisenmäki      | Mitsubishi Lancer Evo VI       |                      |
| 40     | 1998        | Tommi Mäkinen         | Risto Mannisenmäki      | Mitsubishi Lancer Evo V        |                      |
| 39     | 1997        | Colin McRae           | Nicky Grist             | Subaru Impreza WRC97           |                      |
| 38     | 1996        | Colin McRae           | Derek Ringer            | Subaru Impreza 555             |                      |
| 37     | 1995        | Piero Liatti          | Alessandro Alessandrini | Subaru Impreza 555             |                      |
| 36     | 1994        | Didier Auriol         | Bernard Occelli         | Toyota Celica Turbo 4WD        |                      |
| 35     | 1993        | Franco Cunico         | Stefano Evangelisti     | Ford Escort RS Cosworth        |                      |
| 34     | 1992        | Andrea Aghini         | Sauro Farnocchia        | Lancia Delta HF Integrale      |                      |
| 33     | 1991        | Didier Auriol         | Bernard Occelli         | Lancia Delta Integrale 16V     |                      |
| 32     | 1990        | Didier Auriol         | Bernard Occelli         | Lancia Delta Integrale 16V     |                      |
| 31     | 1989        | Miki Biasion          | Tiziano Siviero         | Lancia Delta Integrale 16V     |                      |
| 30     | 1988        | Miki Biasion          | Tiziano Siviero         | Lancia Delta Integrale         |                      |
| 29     | 1987        | Miki Biasion          | Tiziano Siviero         | Lancia Delta HF 4WD            |                      |
| 28*    | 1986        | Markku Alén           | Ilkka Kivimäki          | Lancia Delta S4                |                      |
| 27     | 1985        | Walter Röhrl          | Christian Geistdörfer   | Audi Sport quattro E2          |                      |
| 26     | 1984        | Ari Vatanen           | Terry Harryman          | Peugeot 205 Turbo 16           |                      |
| 25     | 1983        | Markku Alén           | Ilkka Kivimäki          | Lancia Rally 037               |                      |
| 24     | 1982        | Stig Blomqvist        | Björn Cederberg         | Audi quattro                   |                      |
| 23     | 1981        | Michèle Mouton        | Fabrizia Pons           | Audi quattro                   |                      |
| 22     | 1980        | Walter Röhrl          | Christian Geistdörfer   | Fiat 131 Abarth                |                      |
| 21     | 1979        | Antonio Fassina       | Mauro Mannini           | Lancia Stratos HF              |                      |
| 20     | 1978        | Markku Alén           | Ilkka Kivimäki          | Lancia Stratos HF              |                      |
| 19     | 1977        | Jean-Claude Andruet   | Christian Delferrier    | Fiat 131 Abarth                |                      |
| 18     | 1976        | Björn Waldegård       | Hans Thorszelius        | Lancia Stratos HF              |                      |
| 17     | 1975        | Björn Waldegård       | Hans Thorszelius        | Lancia Stratos HF              |                      |
| 16     | 1974        | Sandro Munari         | Mario Mannucci          | Lancia Stratos HF              |                      |
| 15     | 1973        | Jean-Luc Thérier      | Jacques Jaubert         | Alpine-Renault A110 1800       |                      |
| 14     | 1972        | Amilcare Ballestrieri | Arnaldo Bernacchini     | Lancia Fulvia 1.6 Coupé HF     |                      |
| 13     | 1971        | Ove Andersson         | Tony Nash               | Alpine-Renault A110 1600       |                      |
| 12     | 1970        | Jean-Luc Thérier      | Marcel Callewaert       | Alpine-Renault A110 1600       |                      |
| 11     | 1969        | Harry Källström       | Gunnar Häggbom          | Lancia Fulvia 1.3 Coupé HF     |                      |
| 10     | 1968        | Pauli Toivonen        | Martti Tiukkanen        | Porsche 911 T                  |                      |
| 9      | 1967        | Jean-François Piot    | Claude Roure            | Renault 8 Gordini              |                      |
| 8      | 1966        | Leo Cella             | Luciano Lombardini      | Lancia Fulvia 1.3 Coupé HF     |                      |
| 7      | 1965        | Leo Cella             | Sergio Gamenara         | Lancia Fulvia 2C               |                      |
| 6      | 1964        | Erik Carlsson         | Gunnar Palm             | Saab 96 Sport                  |                      |
| 5      | 1963        | Franco Patria         | Orengo                  | Lancia Flavia Coupé            |                      |
| 4      | 1962        | Piero Frescobaldi     | Dorando Malinconi       | Lancia Flavia Coupé            |                      |
| 3      | 1961        | Mario De Villa        | De Villa                | Alfa Romeo Giulietta           |                      |
|        | 1960 - 1930 | Rally niet gehouden.  | Rally niet gehouden.    | Rally niet gehouden.           | Rally niet gehouden. |
| 2      | 1929        | Ernest Urdareanu      |                         | Fiat 521                       |                      |
| 1      | 1928        | Ernest Urdareanu      |                         | Fiat 520                       |                      |

* Resultaten van de rally geannuleerd.